# Deepdale
Deepdale er et fodboldstadion i Preston i England, der er hjemmebane for Championship-klubben Preston North End Stadionet har plads til 23.404 tilskuere, og blev indviet 5. oktober 1878.